# مسيحية أصولية
المسيحية الأصولية هي مذهب فكري بروتستانتي ظهر في القرن التاسع عشر في الولايات المتحدة الأمريكية، يشدد هذا المذهب على الحقيقة الحرفية للكتاب المقدس، أي أنه يفسر الكتاب بشكل لفظي غير قابل للتأويل الأدبي أو التاريخي.
انتشر هذا المذهب بين البروتستانت بين عامي 1880 و1890، والذين كانوا في تلك الفترة يعيشون أوضاع مضطربة بسبب الاضطرابات العمالية وبسبب تنامي هجرة الكاثوليك للولايات المتحدة، وأيضا من الدراسات النقدية التي كانت تتناول الكتاب المقدس.
عارض هذا المذهب أي توافق محتمل لما يتوصل له العلم الحديث وبين ما هو مدون في الكتاب المقدس، مثال على ذلك رفضه لنظرية التطور والارتقاء لمخالفتها قصة الخلق التوراتية. كان هذا من الأسباب التي أعطت هذا المذهب زخماً قويا في فترة العشرينيات. في فترة الثلاثينيات والأربعينيات أنشأت العديد من المعاهد والكليات الأصولية المختصة بدراسة الكتاب المقدس، رافق ذلك أيضا تشكل بعض الجماعات الأصولية بين المعمدانيين والمشيخيين، بعضها انشقت عن كنائسها مشكلة كنائس جديدة.
في أواخر القرن العشرين بدأت المسيحية الأصولية بتأسيس مؤسسات إعلامية من أجل التبشير ولنشر الأفكار الخاصة بها، كما أنها تمكنت من التتغلغل في الحياة السياسية الأمريكية وأصبحت طرفا نافذا في اليمين المسيحي الأمريكي.

## أصل التسمية
صاغ مصطلح الأصولية المحرر المعمداني كورتيس لي لاوس في عام 1920 لتعيين البروتستانت الذين كانوا على استعداد «للدخول في معركة ملكية من أجل الأصولية». اعتمد المصطلح بسرعة من قبل جميع الأطراف. أخذها لاو من عنوان سلسلة من المقالات المنشورة بين عامي 1910 و1915 بعنوان الأصولية: شهادة على الحقيقة. دخل مصطلح «الأصولية» إلى اللغة الإنجليزية في عام 1922، وغالبًا ما تُكتب بالأحرف الكبيرة عندما تستخدم للإشارة إلى الحركة الدينية.
يُعتبر مصطلح الأصولية مثير للجدل في القرن الحادي والعشرين، لأنه يدل على التطرف الديني، خاصةً عندما يُوسم تصنيف كهذا على ما هو أبعد من الحركة التي صاغت المصطلح أو أبعد من أولئك الذين يعرفون أنفسهم بأنهم أصوليين اليوم. يرفض بعض الذين يحملون بعض المعتقدات المشتركة مع الحركة الأصولية الأصلية، ولكن ليس جميعها تسمية الأصولية، لأنهم يعتبرونها مزعجة للغاية، بينما يعتبرها الآخرون مصدرًا للازدراء. يفضل مثل هؤلاء المسيحيين استخدام مصطلح «أساسي»، بدلًا من «أصوليين» (مثل المعمدانيين المستقلين الأساسيين والكنائس الأساسية المستقلة الأمريكية). يخلط المصطلح أحيانًا مع الشرعوية المسيحية (اللاهوت). في أجزاء من المملكة المتحدة، يعد استخدام المصطلح «أصولي» بقصد إثارة الكراهية الدينية انتهاكًا لقانون الكراهية العنصرية والدينية لعام 2006.

## أصولها
جاءت الأصولية من تيارات متعددة في اللاهوت البريطاني والأمريكي خلال القرن التاسع عشر. وفقًا للمؤلفين روبرت د. وودبري وكريستيان إس. سميث:
«حدثت في أعقاب الحرب الأهلية توترات بين الزعماء الإنجيليين الشماليين حول الداروينية والنقد الكتابي الأعلى، أما الجنوبيون فبقيوا موحدين في معارضتهم لكليهما (مارسدن 1980، 1991). حاولت الحداثة تحديث المسيحية لتتناسب مع نظرتهم للعلم؛ فأنكروا المعجزات الكتابية وقالوا إن الله يتجلى من خلال التطور الاجتماعي للمجتمع، وقاوم المحافظون هذه التغييرات. ارتفعت هذه التوترات الكامنة إلى السطح بعد الحرب العالمية الأولى فيما أصبح يسمى الانقسام الأصولي الحداثي».
ومع ذلك، لا يعني الانقسام وجود مجموعتان فقط هما الحداثيون والأصوليون. كان هناك أيضًا أشخاص اعتبروا أنفسهم من الإنجيليين الجدد، وفصلوا أنفسهم عن العناصر المتطرفة للأصولية. أراد هؤلاء الإنجيليون الجدد أيضًا فصل أنفسهم عن كل من الحركة الأصولية والحركة الإنجيلية السائدة بسبب نهجهم المعادي للفكر.

### الأنجليكانية
كان أول تيار مهم هو الإنجيلية، التي ظهرت في إحياء الصحوة الكبرى الأولى والثانية في أمريكا والحركة الميثودية في إنجلترا في الفترة منذ عام 1730 حتى عام 1840. تأثروا بدورهم بحركة التقوية المسيحية (بييتيست) في ألمانيا. يوضح مؤرخ الكنيسة راندال بالمر ما يلي:
في اعتقادي، إن الإنجيلية بحد ذاتها هي ظاهرة أمريكية شمالية مثالية، وهي مستمدة من التقاء التقوية المسيحية، والمشيخية، وآثار النزعة البروتستانتية. أخذت الإنجيلية الخصائص الغريبة من كل سلالة، إذ استمدت الروحانية الودودة من التقوية المسيحية (على سبيل المثال)، والدقة العقائدية من المشيخية، والتأمل الفردي من البوريتانيين التطهريين، وقد شكّل بعمق حتى في سياق أمريكا الشمالية نفسها مختلف مظاهر الأصولية، الأنجليكانية الجديدة، حركة القداسة، والخمسينية، والحركة الكاريزماتية، وأشكال مختلفة من الإنجيليين الأمريكيين من أصل أفريقي والإسبان.

### الإنجيلية
كان التيار الثاني هو الإنجيلية، وهو تفسير جديد للكتاب المقدس تطور في ثلاثينيات القرن التاسع عشر في إنجلترا. نُشرت أفكار جون نيلسون داربي من خلال الملاحظات والتعليقات في كتاب سكوفيلد المرجعي الذي استُخدم على نطاق واسع، والذي نُشر في عام 1909. كانت نظرية التوزيعية (التدبير الإلهي لشؤون العالم) نظرية ألفية (مسيحية)، قسمت كل الوقت إلى سبع مراحل مختلفة، والتي سميت «توزيعيات»، والتي كانت تعتبر مراحل من وحي الله. وفقًا لهذه النظرية عاقب الله في نهاية كل مرحلة الشعوب المعينة التي شاركت في كل توزيعة بسبب إخفاقها في الوفاء بالمتطلبات التي كانت واجبة عليها خلال مدتها. كان يُعتقد أن زيادة العلمانية والليبرالية واللاأخلاقية في العشرينيات من القرن الماضي علامات على أن البشرية قد فشلت مرة أخرى في اختبار الله. تمسك الإنجيليون بنوع من علم الآخرات الذي دعا إلى الإيمان بأن العالم على حافة المرحلة الأخيرة، والمعروفة باسم «المحنة العظيمة» التي ستجري فيها معركة أخيرة في أرمجدون (وادي مجيدو)، تليها عودة المسيح وحكمه مدة 1000 عام على الأرض، من ثم تمرد نهائي، من ثم حكم نهائي، وبعد ذلك سيُقسم كل البشر والشياطين والملائكة كل إلى مكانه إما في الجنة أو في بحيرة النار.

### لاهوت برينستون (عصمة ما يخص الكتاب المقدس عن الخطأ)
كان التيار الثالث هو لاهوت برينستون، الذي استجاب للنقد الكثير للكتاب المقدس من خلال تطوير مذهب المثالية الإنجيلية منذ عام 1840 حتى عام 1920. نصّ هذا المذهب، الذي يسمى أيضًا عصمة ما يخص الكتاب المقدس عن الخطأ، أن الكتاب المقدس ملهمًا إلهيًا، ومصدر ثقة دينية، ومعصوم عن الخطأ. أصر أستاذ اللاهوت في جامعة برينستون تشارلز هودج على أن الكتاب المقدس كان معصومًا لأن الله ألهم أو «أنشق» أفكاره الدقيقة لكُتّاب التوراة (2 تيموثاوس 3: 16). اعتقد اللاهوتيون البرينستونيون أن الكتاب المقدس يجب أن يقرأ بشكل مختلف عن أي وثيقة تاريخية أخرى، واعتقدوا أيضًا أن الحداثة المسيحية والليبرالية قادتا الناس إلى الجحيم تمامًا مثلما تفعل الديانات غير المسيحية.
كانت عصمة الكتاب المقدس عن الخطأ نقطة تجمّع خاصة للأصوليين. يرتبط هذا النهج في الكتاب المقدس بالمناهج التأويلية الإنجيلية المحافظة للكتاب المقدس بدءًا من الطريقة التاريخية النحوية إلى حرفية الكتاب المقدس.